# The Crimson Ghost
Fantoma Purpurie (titlu original: The Crimson Ghost) este un film SF american din 1946 regizat de Fred C. Brannon, William Witney. În rolurile principale joacă actorii Forrest Taylor, Dale Van Sickel, Linda Stirling, Charles Quigley.

## Prezentare
Un personaj negativ misterios, cu numele Fantoma Purpurie, are de gând să fure un dispozitiv atomic cunoscut sub numele de Cyclotrode X, un contor care poate scurtcircuita orice dispozitiv electric.

## Distribuție
- Charles Quigley ca Duncan Richards
- Linda Stirling ca Diana Farnsworth
- Clayton Moore ca Ashe
- I. Stanford Jolley ca Doctor Blackton and the Voice of the Crimson Ghost
- Kenne Duncan ca Professor Chambers
- Forrest Taylor ca Professor Van Wyck
- Emmett Vogan ca s Anderson
- Sam Flint ca Maxwell
- Joseph Forte ca Professor Parker
- Stanley Price ca Count Fator

## Capitole
1. Atomic Peril (20 min)
2. Thunderbolt (13min 20s)
3. The Fatal Sacrifice (13min 20s)
4. The Laughing Skull (13min 20s)
5. Flaming Death (13min 20s)
6. Mystery of the Mountain (13min 20s)
7. Electrocution (13min 20s)
8. The Slave Collar (13min 20s) - a re-cap chapter
9. Blazing Fury (13min 20s)
10. The Trap that Failed (13min 20s)
11. Double Murder (13min 20s)
12. The Invisible Trail (13min 20s)

Sursa:

## Primire
William C. Cline crede că Fantoma Purpurie (Crimson Ghost) este personajul negativ cea mai izbitor și cel mai vizual fascinant din toate filmele-seriale.